# Occitano niçardo
O niçardo é o dialeto occitano falado em Nice e nas comunas colindantes pertencentes ao antigo Condado de Nice. O termo pode também ser aplicado ao conjunto dos dialetos occitanos falados nos Alpes Marítimos: o provençal marítimo no oeste, o niçardo em Nice e áreas envolventes, o provençal alpino no norte e as falas mentonascas a leste (que constituem a transição com o lígure). É falada também em Mônaco, juntamente com o monegasco e a língua francesa. Alguns autores, como Francesco Barberis, defendem que o niçardo antigo estivesse mais relacionado com as línguas galo-itálicas (concretamente à língua lígure) do que ao occitano, pelo menos até à anexação de Nice pela França em 1860.
Presentemente, a maioria dos residentes de Nice e região não falam o niçardo, embora haja bilíngues na língua e no francês. Mesmo assim, há hoje quem desenvolva o ressurgimento do dialeto niçardo. Alguns noticiários da televisão local são apresentados nessa língua com legendas em francês e as placas de identificação das ruas na Cidade Velha se apresentem com inscrições em ambos os idiomas. A canção niçarda se Nissa La Bella é por muitos visa como um hino de Nice.

## Ortografias
O niçardo é escrito em duas formas diversas:
- Ortografia clássica. Com preferência para as tradições nativas, essa forma foi desenvolvida por Robert Lafont (Phonétique et graphie du provençal, 1951; L'ortografia occitana, lo provençau, 1972) e Jean-Pierre Baquié (Empari lo niçard, 1984). Sendo regulamentada pelo Conselh de la Lenga Occitana.
- Ortografia mistraliana. Mais similar à grafia e fonética do francês, essa forma foi codificada por Felibritge e se originou quando o Condado de Nice passou ao domínio francês em 1860. Existe uma Academia que a regulamenta.[4]
- Já existiu uma ortografia italiana para o idioma, mas a mesma foi abandonada quando Nice passou ao domínio da França em 1861. Foi reinstituída na cidade em 1942/43 quando a Itália a ocupou provisoriamente.

### Comparações diversas
| Comparação Ortográfica (da Declaração Universal dos Direitos Humanos – Artigo 1º)                                                                                            | Comparação Ortográfica (da Declaração Universal dos Direitos Humanos – Artigo 1º)                                                                       | Comparação Ortográfica (da Declaração Universal dos Direitos Humanos – Artigo 1º)                                                                           |
| Português | N. Clássico | N. Mistraliano |
| --- | --- | --- |
| Todos seres humanos nascem livres e iguais em direitos e dignidade. São providos de razão e consciência e devem agir uns em relação aos outros num espírito de fraternidade. | Toti li personas naisson liuri e egali en dignitat e en drech. Son dotadi de rason e de consciéncia e li cau agir entre eli emb un esperit de frairesa. | Touti li persouna naisson libri e egali en dignità e en drech. Soun doutadi de rasoun e de counsciència e li cau agì entre eli em' un esperit de frairessa. |

Exemplo da similaridade do niçardo com o italiano, conforme Barberis:
- … dintre lou mieu sprit, es mai ch'Agamennon,
coura dì sì, es sì; coura dì non, es non.
- (Italian: … dentro il mio spirito, è più che Agamennone,
quando dice sì, è sì; quando dice no, è no.)

Artigo 1 – Declaração Universal dos Direitos Humanos
- Dialeto Provençal – ortografia Tradicional: Totei leis umans nàisson libres. Son egaus per la dignitat e lei drechs. An totei una reson e una consciència. Se dèvon tenir freirenaus leis uns 'mé leis autres.
- Dialeto Provençal – ortografia Mistraliana: Tóuti lis uman naisson libre. Soun egau pèr la digneta e li dre. An tóuti uno resoun e uno counsciènci. Se dèvon teni freirenau lis un 'mé lis autre.
- Dialeto Languedoc - Totas las personas nàisson liuras e parièras en dignitat e en dreches. Son cargadas de rason e de consciéncia e mai lor se cal comportar entre elas amb un eime de frairetat.